# Super Friends
Superamigos (Superfriends)  é uma série de desenhos animados de grande sucesso, produzido de 1973 a 1985 pela Hanna-Barbera, baseado na Liga da Justiça da DC Comics.

## Super Amigos
Na formação original de Superamigos, os mais poderosos super-heróis do universo (Superman, Mulher-Maravilha, Aquaman, Batman e Robin) unem suas forças, com a ajuda dos adolescentes Wendy, Marvin e o Supercão para lutar pela justiça, combater o mal e servir a toda a humanidade.
A base de operações destes cinco super-heróis e seus “trainees” é chamada de Sala de Justiça (Hall of Justice), onde recebem alertas e informações do Coronel Wilcox.
A partir da segunda temporada, Wendy, Marvin e Supercão são substituídos pelos Super-Gêmeos os adolescentes alienígenas Zan e Jayna e seu macaco Gleek.
Nas temporadas seguintes, outros super-heróis juntam-se ao grupo, como o Chefe Apache, Flash, Vulcão Negro, Samurai, Lanterna Verde, El-Dorado entre outros.
Todos os episódios de Superamigos, além de muita ação, também trazem lições de valores educacionais.

## Personagens
Nem todos os personagens de Superamigos faziam parte do elenco da DC Comics. Os Super Gêmeos, Gleek, Chefe Apache, Samurai, El Dorado, Vulcão Negro, Wendy, Marvin e Supercão foram criados pela Hanna-Barbera especialmente para a série.

### Originais da DC Comics
- Coringa: é o grande Palhaço do Crime. Altamente psicótico, é imprevisível no que faz. Tem toda uma lógica distorcida que o faz usar, por exemplo, armas do tipo: flor ácida, luva de eletrocutar  e gás do riso que mata a pessoa com parada cardíaca.
- Ísis: personagem criado para uma série de TV (1975-76), interpretado pela atriz Joanna Cameron). Na mitologia da série, uma professora de ciências e arqueóloga amadora chamada Andrea Thomas que encontra um amuleto que havia pertencido a uma rainha egípcia. Com o amuleto, Andrea pronunciava as palavras "Ó poderosa Ísis!", se transformando numa super-heroína. Seus poderes incluíam força, resistência e reflexos sobre-humanos. Seu maior poder, entretanto, era o de evocar "feitiços". Seu feitiço mais recorrente era o de voar (por recitar "Ó Zéfir que comanda o ar, levante-me do chão para que eu possa voar"). Outros feitiços demonstrados na série incluíam a habilidade de ver eventos em outros locais, fazer objetos intangíveis, de parar o tempo numa área, e até revertê-lo. Recentemente (2010), Ísis apareceu novamente, só que nos quadrinhos da DC Comics, e descobriu ser a encarnação da esposa de Adão Negro, quando este ainda era um príncipe egípcio.
- Cheeta: nos quadrinhos Mulher Leopardo, possui agilidade, força, garras e instintos semelhantes ao animal do qual adotou o nome.
- Robin: É o sidekick de Batman. Também tem um “cinto de utilidades”. Seu nome é Richard "Dick" Grayson. Era um trapezista de circo que foi adotado por Bruce Wayne após o assassinato de seus pais por um chefão da Máfia de Gotham City. Junto com os pais, formavam os Graysons Voadores.
- Lanterna Verde: Harold "Hal" Jordan, piloto de testes de aviões da Ferris Aeronautics. Recebeu um anel de um alienígena moribundo, Abin Sur, que fazia parte de uma espécie de uma Força Policial Intergalática conhecida como Tropa dos Lanternas Verdes, quando a nave deste caiu na Terra. Antes de morrer, Abin Sur pediu ao anel para encontrar alguém digno de carregá-lo. Jordan foi o escolhido. Na verdade, o anel é uma arma adotada pela Tropa dos Lanternas Verdes. Quem o possui tem a capacidade de tornar realidade qualquer coisa que sua imaginação conceber. De tempos em tempos (aproximadamente 24 horas terrestres) o anel precisa ser recarregado por uma bateria portátil em forma de lanterna que todo patrulheiro possui. Antigamente (a época do desenho dos Superamigos, antes de CRISE NAS INFINITAS TERRAS) a única fraqueza do anel era a cor amarela por causa de uma impureza que estava contida na Grande Bateria Central da Tropa que fica no planeta Oa, lar dos alienígenas chamados Guardiões do universo, os criadores e líderes da Tropa. Contudo essa impureza foi retirada no início da década de 2000. O seu mais recorrente inimigo é o korugariano Thal Sinestro, ex-membro de honra da Tropa, que forjou para si um anel que controla o espectro amarelo da luz. Sinestro jurou expurgar da existência os Guardiões e sua tropa.
- Flash: Bartholomew Henry Allen trabalhava como policial no Departamento de Polícia Científica de Central City. Um dia um raio atingiu uma estante com centenas de compostos químicos que caíram em cima de Barry. Após o incidente, ele adquiriu supervelocidade pois ficou capaz de acessar o "campo da força de aceleração" e, inspirado pelo gibi do FLASH da Era de Ouro ([[Jay Garrick~~), dos anos 1940, do qual era fã, resolveu usar essa habilidade recém adquirida para combater o crime. Então forjou um uniforme e saiu às ruas com o nome de seu herói dos quadrinhos: o FLASH. Ele é o homem mais veloz do Planeta. Um de seus inimigos mais recorrentes é o Gorila Grodd, criminoso renegado de Gorilla City, onde o governante, Solovar, é amigo íntimo de Barry.
- Homem Águia e Mulher Águia (Gavião Negro e Mulher-Gavião): o arqueólogo Carter Hall numa expedição à tumba do príncipe egípcio Khufu e sua amada esposa Chay-Ara encontrou um cinturão que podia anular a gravidade. Ao tocá-lo, sua mente foi invadida por memórias a muito esquecidas que contavam a história de uma espaçonave do planeta Thanagar que havia caído na Terra. Os príncipes Khufu e Chay-Ara encontraram a nave e, pensando tratar-se  de um presente dos deuses, mandaram forjar os cinturões, uma adaga e uma manopla com o metal da nave, ao qual chamaram de Metal Enésimo. Os dois foram assassinados por um feiticeiro chamado Hath-Set com a própria adaga deles. Na hora da morte juraram que iriam se encontrar e se apaixonar em todas as suas reencarnações, enquanto Hath-Set, que foi sentenciado à morte por seus crimes, culpou o casal por seu destino e jurou que sempre iria destruí-los em todas as suas encarnações. O Metal Enésimo cumpriu ambas as promessas e o três reencarnaram diversas vezes até chegar à época de Hall. Surpreso, ele roubou o cinturão, que era seu de direito, criou um par de asas artificais para ajudá-lo a estabilizar o voo e reuniu um arsenal de armas medievais que usou para combater o crime em Midway City como o Homem Águia (Gavião Negro nos quadrinhos), aceitando um emprego como curador do museu local para ocultar suas atividades. Lá, conheceu a secretária Shiera Sanders, a qual reconheceu como a reencarnação de Chay-Ara. Os dois se apaixonaram, encontraram o cinturão dela e criaram um novo par de asas artificais para ela. Shiera então tornou-se a Mulher Águia (Mulher-Gavião nos quadrinhos).
- O Átomo: Capaz de encolher a tamanhos microscópicos, ou ficar gigantesco, alterando sua estrutura molecular
- Arqueiro Verde: Maior arqueiro do mundo, Oliver Queen.

### Criados para a série
Além de personagens tradicionais da DC Comics, outros foram criados para a série com o intuito de dar diversidade étnica ao grupo.
- Vulcão Negro: É muito poderoso. Seus poderes são baseados em eletricidade. Ele pode emitir raios, voar, mover-se na velocidade da luz e até mesmo viajar no tempo.
- Super-Gêmeos: São um casal de irmãos gêmeos do planeta Exxor. Jayna pode transformar-se em qualquer animal (terrestre, alienígena, extinto ou mitológico), enquanto Zan pode transformar-se em água na forma sólida, líquida ou gasosa. Na forma sólida, pode também assumir a forma de objetos de gelo, como asadeltas, britadeiras, etc, etc, etc. Na forma líquida, pode combinar-se com água preexistente, aumentando assim sua massa e volume. Os gêmeos só podem usar seus poderes se suas mãos estiverem em contato. Mais tarde Zan e Jayna fizeram aparição nas revistas DC e passaram a ser considerados parte do Universo DC principal.
- Gleek: Ele é um macaco azul dos Super-Gêmeos. Parte do tempo atrapalha, parte do tempo salva o dia.
- Chefe Apache: É um índio americano da tribo dos Apaches que pode crescer até 50 pés de altura (16 metros). Ele ganhou este poder de um xamã de sua tribo em troca de salvar algumas pessoas que estavam em perigo.
- Samurai: Tem o poder de virar um tornado e pode tornar-se invisível. Era muito inteligente; conseguia ganhar de Superman no xadrez.
- Wendy, Marvin e Marvel, o Supercão: Não têm poder algum, mas são bons de briga. Só apareceram na primeira temporada.
- El-Dorado : Um mexicano descendente de astecas que pode ler mentes, ficar invisível, teleportar-se e criar ilusões.

### Licenciados
- Rima - Rima é um garota das selvas, criada por William Henry Hudson para o livro Green Mansions publicado em 1904[2].

## Temporadas
Superamigos fez muito sucesso e teve 8 temporadas.
- Super Friends (1973-1974)
- All-New Super Friends Hour (1975-1976)
- Challenge of the Super Friends (1977-1978)
- World's Greatest Super Friends (1979-1980)
- The Super Friends Hour Shorts (1981-1982)
- The Lost Super Friends Episodes (1983-1984)
- Super Friends: The Legendary Super Powers Show (1985-1986)[1]
- The Super Powers Team: Galactic Guardians (1987-1988)